# Achiras
Achiras é um município da província de Córdoba, na Argentina.